# 헤이스 앨런 젱킨스
헤이스 앨런 젱킨스(영어: Hayes Alan Jenkins, 1933년 3월 23일 ~)는 미국의 피겨 스케이팅 선수이다. 그는 1953년부터 1956년까지 세계 피겨 스케이팅 선수권 대회에서 4연패했다. 그는 또한 1952년 동계 올림픽에서 4위를 한후, 1956년 동계 올림픽에서 금메달을 획득했다. 그의 동생 데이비드 젱킨스는 1960년에 금메달을 획득했다. 젱킨스는 나중에 1956년 동계 올림픽 은메달리스트이자 1960년 동계 올림픽 금메달리스트 캐럴 하이스와 결혼했다. 그는 콜로라도 대학교와 하버드 로스쿨에 다녔다.

## 참조
- Finding, John E: Pelle, Kimberly D.(1996)